# Rudolf Tönges
Rudolf Tönges (* 31. März 1894 in Welterod; † 17. März 1968 ebenda) war ein deutscher Landwirt und Politiker (CDU).

## Leben
Tönges wurde als Sohn eines Landwirtes geboren. Nach dem Besuch der Volksschule absolvierte er eine praktische Ausbildung in der Landwirtschaft und arbeitete anschließend im elterlichen Betrieb, den er 1925 übernahm. Zuvor hatte er als Soldat am Ersten Weltkrieg teilgenommen. Von 1930 bis zu seiner Amtsenthebung 1934 war er als Gemeinderechner in Welterod tätig. Anschließend widmete er sich erneut seinem Landwirtschaftsbetrieb, dessen Leitung er 1957 an seinen Bruder übergab.
Tönges trat 1945 in die Christlich Demokratische Partei (CDP) ein, aus der später der rheinland-pfälzische Landesverband der CDU hervorging. 1946 wurde er in den Kreistag und Kreisausschuss des Landkreises St. Goarshausen gewählt. Von 1946 bis 1947 war er Mitglied der Beratenden Landesversammlung des Landes Rheinland-Pfalz. Bei der Landtagswahl 1947 wurde er erstmals als Abgeordneter in den Rheinland-Pfälzischen Landtag gewählt, dem er ohne Unterbrechung bis 1963 angehörte.
Von 1945 bis 1964 war Tönges ehrenamtlicher Bürgermeister der Gemeinde Welterod.